# Paratípus

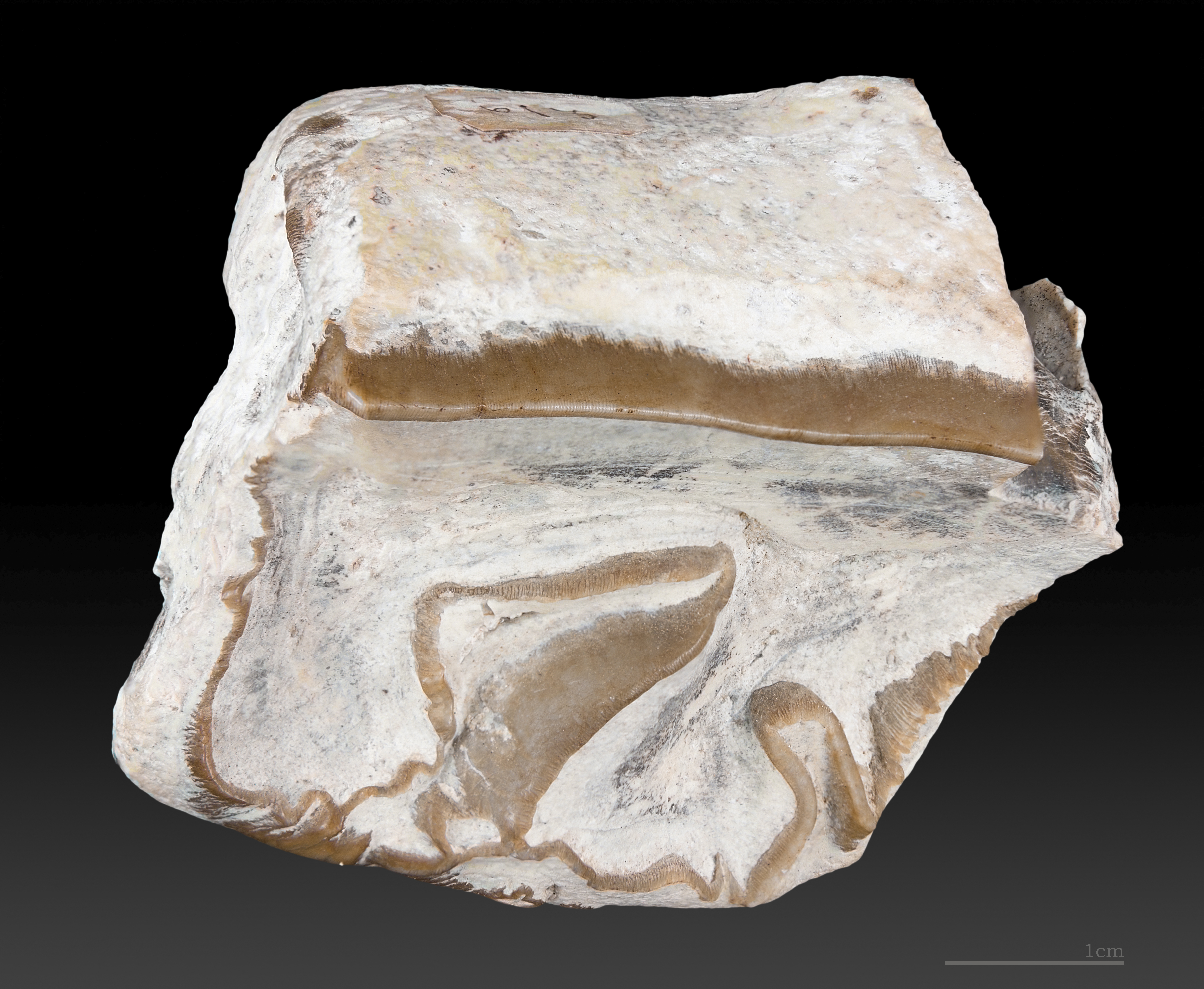
Cadurcotherium nouleti Paratípus

A paratípus a biológiai típusok egy fajtája. A típus segítségével egy taxon nevét rögzítik.

## Állatrendszertan
A paratípus a típussorozatnak bármelyik olyan példánya, ami nem a holotípus.
Ami persze a típussorozat definíciójától is függ. A típussorozat olyan anyag, amit az új faj vagy alfaj eredeti publikációjakor említettek, és a szerző nem zárta ki a típusból (a kizárás lehet implicit, például ha a szerző „paratípusokról” beszél, és közvetlenül ezután „egyéb vizsgálati anyagot” említ, akkor ez utóbbi nem része a típussorozatnak), nem hivatkoznak rá mint változatra, illetve nem kérdőjeleződik meg a taxonba tartozása (például egy olyan kijelentéssel, hogy „Itt van előttem ez a példány, ami legtöbb tulajdonságában megegyezik a típussorozat többi tagjával, de elképzelhető, hogy különbözik tőlük”, máris kizárná a példányt a típussorozatból).
Ha tehát egy öttagú típussorozatból az egyik holotípus, a másik négyet paratípusnak tekintjük.
Az ICZN nem mindig követelte meg típuspéldány létezését, de 2000. január 1-jétől minden újonnan leírt fajnak vagy alfajnak kell lennie kijelölt holotípusának vagy szüntípusainak.
Ide tartozik még az allotípus: ez olyan példányt jelöl, ami a holotípussal ellentétes nemű, és csaknem mindig az eredeti taxonleírás részét képezi, így a típussorozat részeként mindenképpen paratípusnak tekinthető. Bár az ICZN ismeri az allotípus fogalmát, azt nem kezeli névhordozó (névadó) típusnak, ezért formálisan nem határozza meg kijelölésének módját – éppen ezért kevés szerző veszi egyáltalán a fáradságot, hogy allotípust jelöljön ki. Sajnos sokszor az is előfordul, hogy az allotípus még csak nem is ugyanabba a fajba tartozik, mint a holotípus, mert a szerző tévesen azonosította.

## Növényrendszertan
A paratípus fogalmát a növényrendszertan is ismeri. A paratípus az ICBN definíciója szerint olyan példány, amit a szerző az eredeti leírásban említett, és nem holotípus, sem izotípus (múzeumban elhelyezett pluszpéldány) vagy a szüntípusok egyike, ha több típuspéldányt jelölt ki.
Ezen definíció szerint a paratípust nem feltétlenül kell expliciten paratípusként meghatározni az eredeti leírásban.
A paratípus haszna, hogy a többi botanikus számára információt nyújt arról, hogy az eredeti szerző milyen gyűjteményeket vizsgált meg, illetve tekintett a taxonhoz tartozónak az új taxon leírásának elkészítésekor. Ez különösen akkor fontos, ha a holotípus és az izotípusok nehezen hozzáférhetők, rossz minőségűek vagy egyes részletek hiányoznak belőlük.
A paratípusok arra is jók, hogy lektotípust lehessen kiválasztani közülük, ha nincsen jó állapotban fennmaradt holotípus, izotípus, szüntípus vagy izoszüntípus.

## Fordítás
- Ez a szócikk részben vagy egészben  a   Paratype című angol Wikipédia-szócikk ezen változatának fordításán alapul.  Az eredeti cikk szerkesztőit annak laptörténete sorolja fel. Ez a jelzés csupán a megfogalmazás eredetét és a szerzői jogokat jelzi, nem szolgál a cikkben szereplő információk forrásmegjelöléseként.

## Lásd még
- biológiai típus
- holotípus
- szüntípus
- típus (botanika)
- típus (zoológia)